# Kallerup Sogn
Kallerup Sogn er et sogn i Thisted Provsti (Aalborg Stift).
I 1800-tallet var Kallerup Sogn anneks til Skjoldborg Sogn. Begge sogne hørte til Hundborg Herred i Thisted Amt. Skjoldborg-Kallerup sognekommune blev ved kommunalreformen i 1970 indlemmet i Thisted Kommune.
I Kallerup Sogn ligger Kallerup Kirke.
I sognet findes følgende autoriserede stednavne:
- Hornstrup Mark (bebyggelse)
- Kallerup (bebyggelse, ejerlav)
- Kirkehøj (areal)
- Sperring Sø (areal)
- Todbøl (bebyggelse, ejerlav)
- Todbøl Mark (bebyggelse)

I Kallerup Sogn gjorde en lokal metaldetektorfører og arkæologer fra Museum Thy  i 2019 det opsigtsvækkende bronzealderfund - Kallerupfundet.